# Zwoer
De Zwoer is een kleine rivier of beek in de provincie Utrecht.
Deze rivier ontspringt uit de vijvers Acacia en Koekepan op de Utrechtse Heuvelrug. De rivier loopt grotendeels ondergronds en komt uiteindelijk uit in de Kromme Rijn.
In Driebergen-Rijsenburg is een zwembad gebouwd dat de naam gekregen heeft van De Zwoer. De rivier heeft namelijk in het bosgebied achter het zwembad gestroomd.